# 马斯穆达
马斯穆达（法語：Masmouda；阿拉伯语：‎），摩洛哥柏柏尔人部落联盟之一，遍布摩洛哥各地，传统上以定居农民为主。高阿特拉斯山脉的阿格马特是主要定居地之一。
10世纪起遭到桑哈贾和泽纳塔群体的侵略，12世纪又开始遭贝都因人施压。12世纪初，伊本·图马特统一马斯穆达部落，创立穆瓦希德运动，后来成长为统治马格里布和安达卢斯的大帝国。今日马斯穆达人的后裔民族中，最著名的是施卢赫人。